# Processiekruis
Een processiekruis is een op een stok of stang bevestigd kruisbeeld, dat in de Rooms-katholieke en Orthodoxe Kerk tijdens processies, bij de feestelijke in- en uittocht van de Heilige Mis, bij begrafenissen of bij het bidden van de Kruisweg wordt gedragen door een misdienaar.
In de regel zal het crucifix van een processiekruis altijd een corpus hebben, een afbeelding van Christus op het kruis. Processiekruisen zonder corpus worden meestal gebruikt in de anglicaanse kerken.
De meeste processiekruisen zijn (deels) van zilver, brons of verguld koper. Sommige moderne processiekruisen zijn van andere metalen of van hout of glas. Het kruis zelf heeft meestal de grootte van een normaal altaarkruis, 30-40 cm hoog. De totale lengte met stok erbij is meestal circa twee meter.
De drager van het processiekruis wordt de croceferarius of kruisdrager genoemd. Vaak draagt de croceferarius witte handschoenen ten teken van eerbied. Soms wordt de kruisdrager voorafgegaan door een, of geflankeerd door twee flambouwdragers.
Het wordt als liturgisch zinvol gezien om het processiekruis tegelijk als altaarkruis tijdens de mis te laten fungeren door het processiekruis na de intocht een duidelijke plaats te geven nabij het altaar. Zeer oude of waardevolle processiekruisen worden in belangrijke kerken en kathedralen vaak permanent in de schatkamer tentoongesteld.

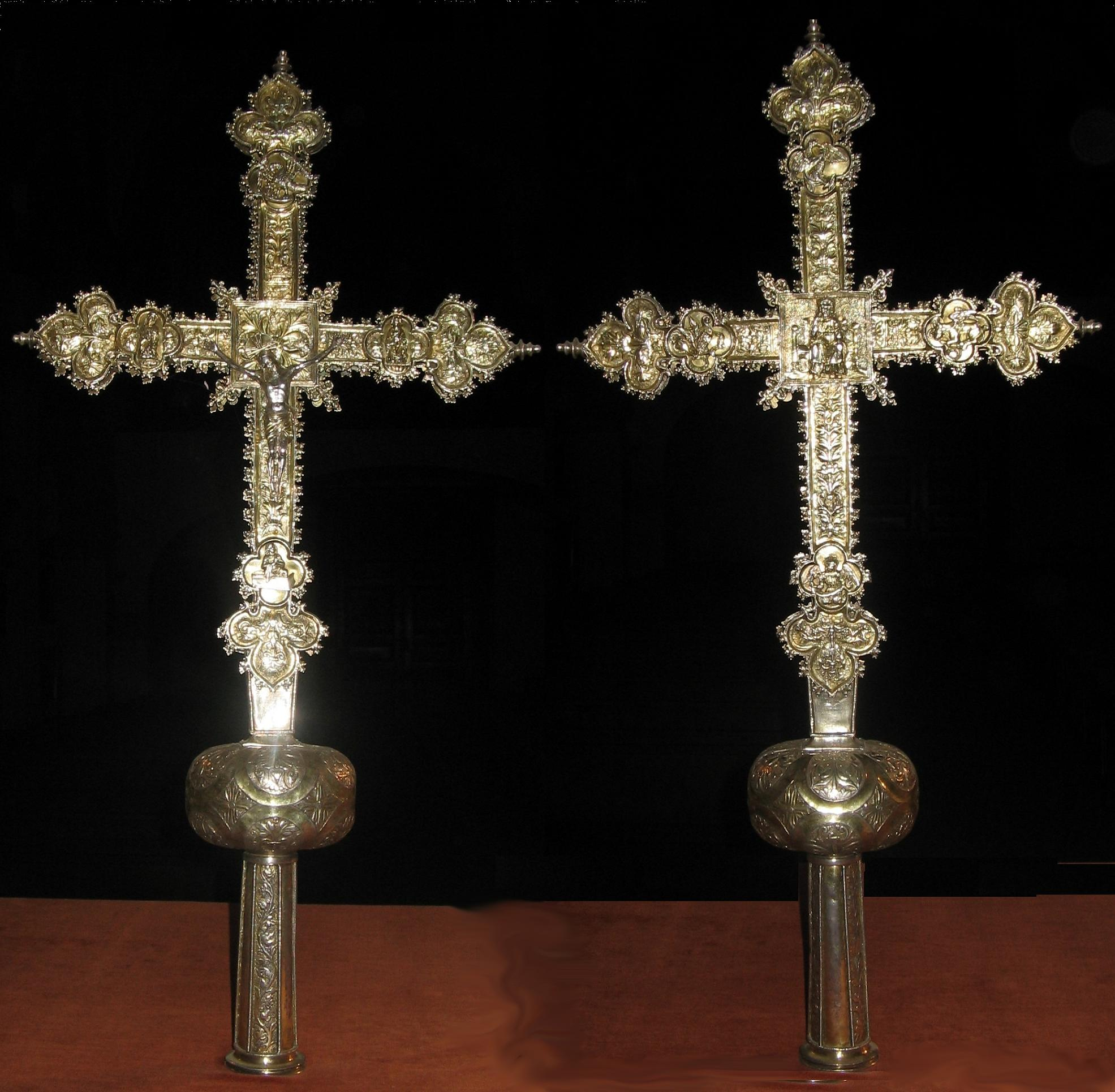
Voor- en achterkant van een processiekruis
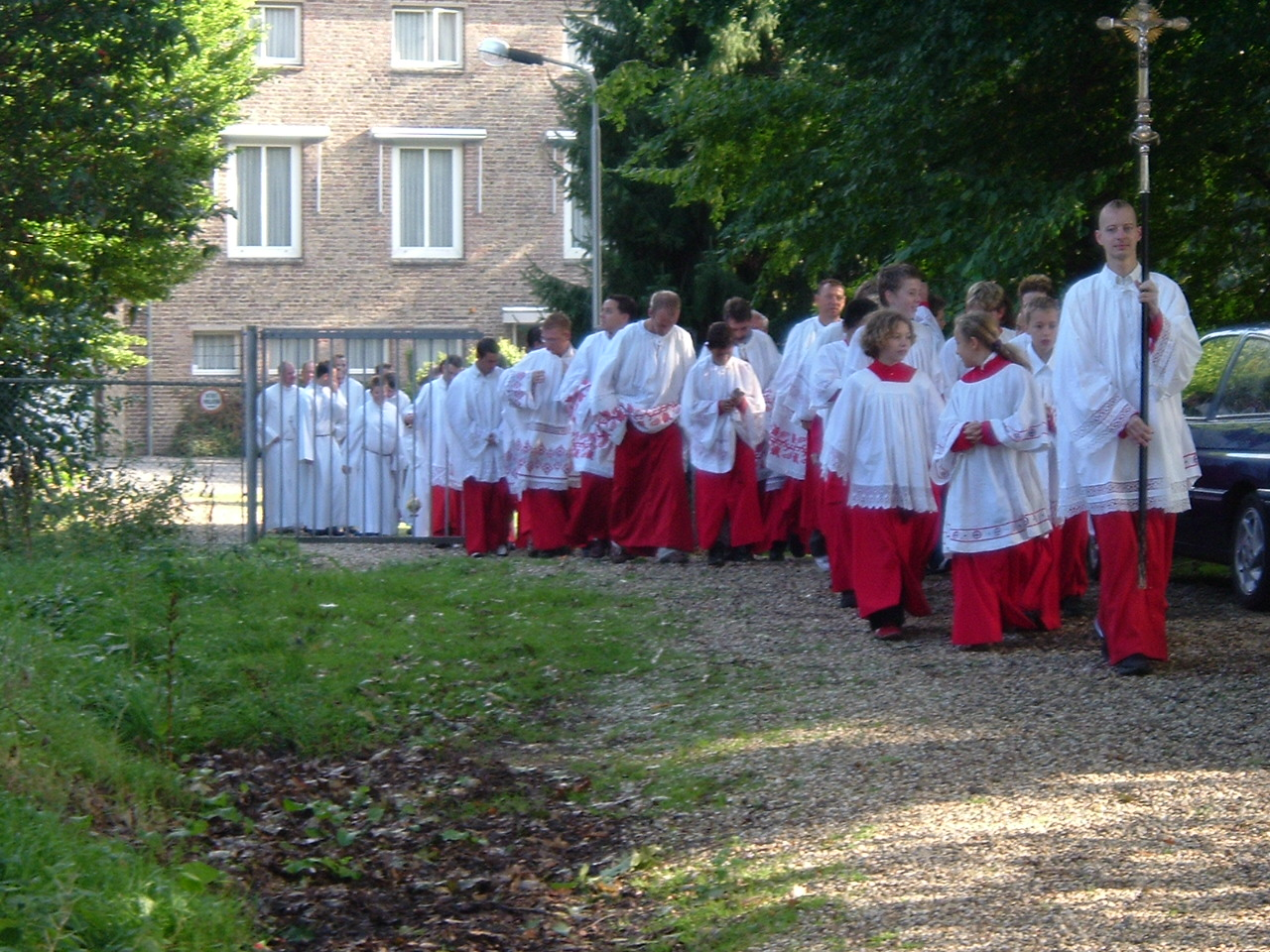
Katholieke processie met processiekruis voorop
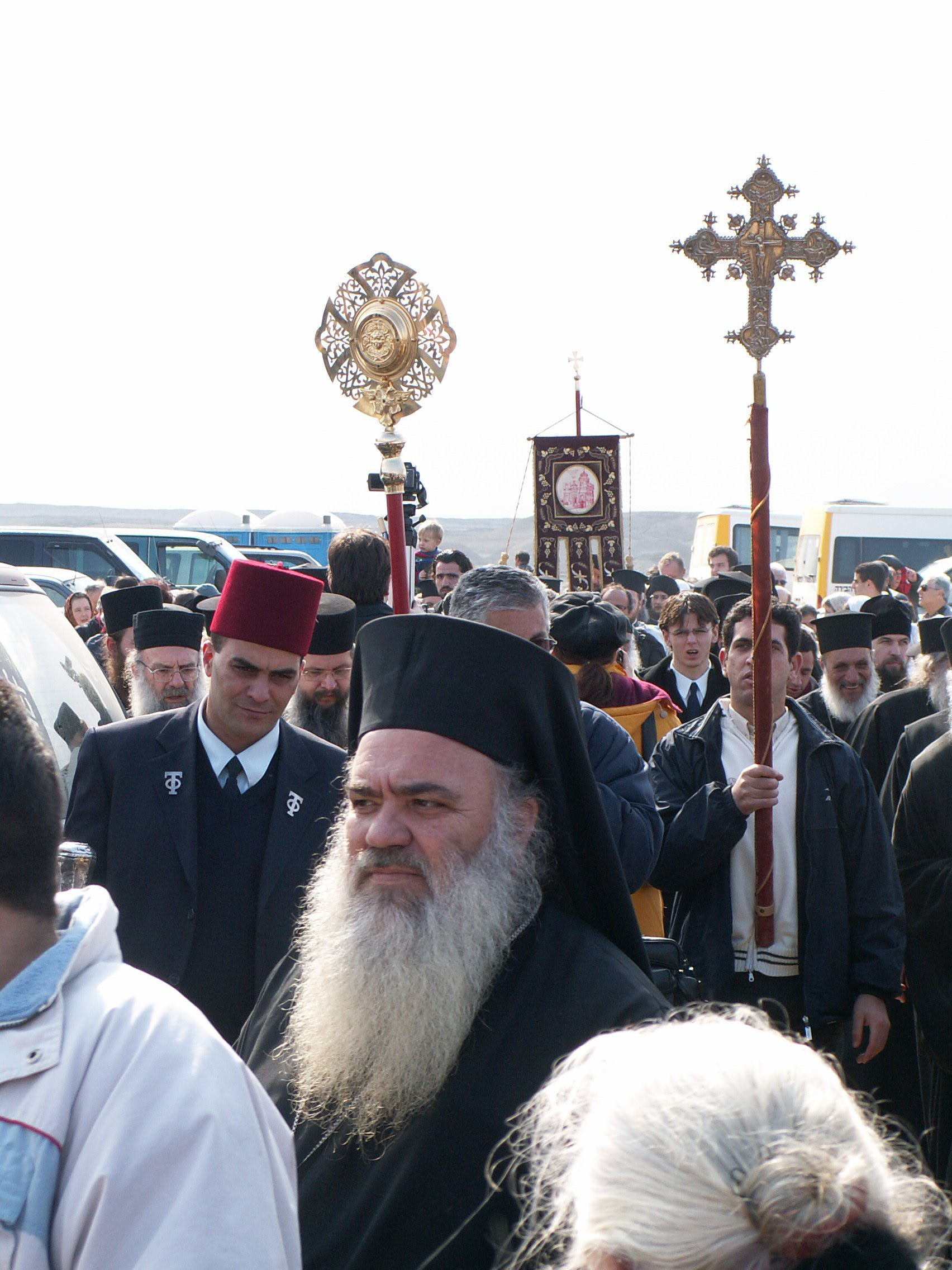
Orthodoxe processie met processiekruizen